# Kay Greidanus
Pour les articles homonymes, voir Greidanus.
 (décembre 2018).
Kay Greidanus, né le 4 juin 1991 à La Haye, est un acteur et réalisateur néerlandais.

## Filmographie

### Acteur et réalisateur
- 1998 : De Wet op het Kleinbedrijf
- 1999 : Un gamin (Kruimeltje) : Le petit garçon
- 2012 : Sevilla de Bram Schouw : Ivar[2]
- 2012 : Urfeld : Jonge Klaas
- 2014 : In the Heart de Nicole van Kilsdonk : Cibor[3]
- 2015 : Meiden van de Herengracht (nl) : Hugo Willems
- 2015 : Gouden Bergen (nl) : Erik
- 2016 : Master Spy (nl) de Pieter Van Rijn : Freek Dekker[4]
- 2016 : Riphagen de Pieter Kuijpers : Jan[5]
- 2016 : Als het zo is : co-réalisé avec Steef de Bot : Sam[6]
- 2016 : Petticoat (série télévisée) (nl) : Willem van Rooden
- 2016 : Centraal Medisch Centrum (nl): Hannes Baak
- 2016 : Lukas aan zee :Jimmy
- 2017 : Something About Alex (de) de Reinout Hellenthal[7]
- 2017 : Huisvrouwen bestaan niet (nl) de Aniëlle Webster : Jasper[8]
- 2017 : Anders : L'ami
- 2018 : Suspects : Duuk van Rossum
- 2018 : De Jongens tegen de Meisjes (nl) : Deelnemer
- 2018 : Zwaar verliefd : Stijn

## Théâtre
- 2011 : Intensive Care 3AM : ?
- 2012-2013 : Strange Interlude : Gordon
- 2012-2013 : De Drie Zusters : Vladimir
- 2013 : Het Proces (nl) : ?
- 2014-2015 : War Horse : Albert

## Vie privée
Il est le fils de l'acteur Aus Greidanus. Il est le demi-frère de l'acteur Aus Greidanus jr. et de l'actrice Pauline Greidanus.